# バス代行

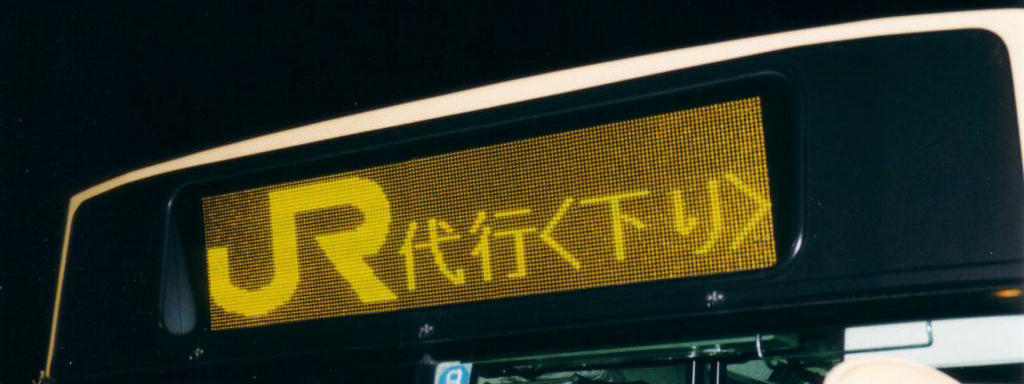
代行バスの表示例

バス代行（バスだいこう）とは、鉄道が災害や事故、大規模工事など何らかの事情で輸送機能を途絶された場合に、バスにより列車としての輸送を代行し補完すること。その輸送の任に当たるバスを「代行バス」と呼ぶ。
鉄道路線の廃止（廃線）や既存バス路線の廃止により、恒常的な運行を前提として設定される「廃止代替バス」とは異なるものとして区別される。

## 概要
道路運送法第21条は以下のような記述となっている。
バス代行（タクシー代行）はこの規定に基づいて運行されるものであり、鉄道路線の機能を一時的にバス（貸切バス）又はタクシーで代替するものである。鉄道機能の代替であるため、路線バスのように運賃の認可を必要とせず、運賃は鉄道利用時と同等に設定され、バス事業者・タクシー事業者は利用者から料金を直接収受しない（乗車前に駅で購入した切符を用意して乗車時に回収するか、切符または運賃相当額を降車駅の改札で収受する）。
JRバス各社（ジェイアール四国バスを除く）は、主要業務の一つにこの鉄道代行輸送がある。車庫が鉄道路線とかなり離れていてもバス代行を行う場合があるのはこのためである。
特殊なバス代行の事例として、関門国道トンネルのバス代行が挙げられる。これは関門国道トンネルの大規模補修工事に伴い通行止めにせざるを得ず、迂回路が自動車専用道路の関門橋しかないことから通常の道路工事で行われるような（車道を規制した）歩道の確保が困難なため、トンネルの人道入口同士を結ぶ代行バス・トラックを運行したものである。

## バス代行を行う例
鉄道輸送の途絶によるバス代行の発生には、一般的に次の事情が考えられる。代行区間の距離や道路幅、時間帯及び乗客数によっては通常のバスだけではなくタクシーやワンボックスカー（トヨタ・ハイエースなど）による代行輸送を行う場合もある（特に災害や事故の場合）。
- 鉄道が災害や事故、線路設備の不具合などにより不通になった場合。
- 大規模工事などにより鉄道路線の営業が休止される場合。
- 沿線行事の開催や臨時列車の運転に伴う場合。
- 経営状態の悪化により鉄道路線の営業が休止される場合。
- 鉄道廃止による代替交通機関を確保する場合。

### 災害や事故などによる鉄道の不通

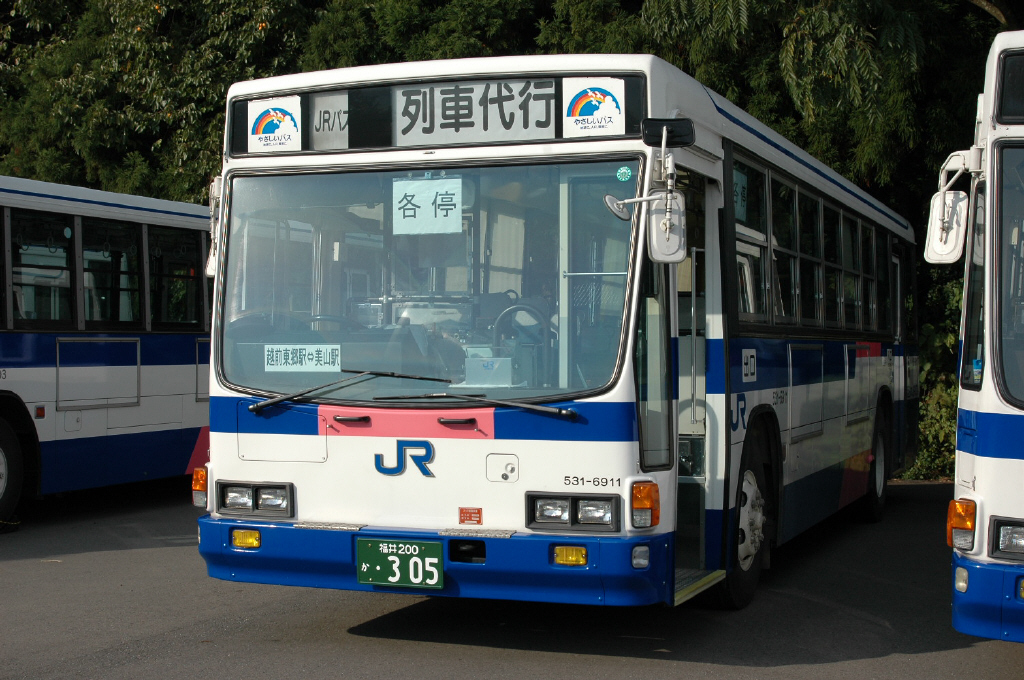
平成16年7月福井豪雨により越美北線が水害で不通となった際の西日本JRバスによる列車代行バスの例。代走区間や種別の表示が掲げられている（2005年11月5日）

災害や事故、不発弾処理など不測の事態の発生により列車の運行が不可能になった場合、その区間で代行バスが運行されることがある。鉄道が不通になった場合、その区間を経由・発着する切符はすべて発売が中止されるが、代行バスが運行されるようになった場合には切符の発売が再開される。この場合、代行バス輸送はあくまで鉄道輸送の臨時代替とみなされ、運賃・料金は鉄道と同様に計算される。JRの場合、特急列車の代行バスに乗車するには特急券が必要である
。急行列車の場合、急行料金を必要としなかった事例がある
1998年（平成10年）の水害による四国旅客鉄道（JR四国）土讃線大杉駅 - 高知駅間長期不通時の例では、不通区間の所要時間が高知自動車道を経由する代行バスの方が短く列車と同一ダイヤでの運行が可能だったため、大杉駅止まりの特急列車と高知駅で接続する宿毛駅方面の特急列車は代行バスを挟んで同一の列車とみなされ、通しの特急券が発行された。一方で土佐山田駅・後免駅方面は代行バス経路が鉄道と異なるため、高知駅で接続する別の代行バス（土佐電気鉄道（現在のとさでん交通）と共同の代行バス）に乗り換えとなった。
2000年（平成12年）の有珠山噴火の際、不通となった室蘭本線を迂回する形で札幌駅方面と函館駅方面を結ぶ特急列車や貨物列車が函館本線で運転された。函館本線のうち長万部駅 - 小樽駅間では線路容量の不足を補うために迂回の特急や貨物列車を優先し、普通列車はバス代行輸送で対応したことがあったほか、室蘭本線の普通列車なども代行バスでの運行がされている。
2001年（平成13年）に列車衝突事故で京福電気鉄道の福井県の路線（現・えちぜん鉄道）をバス代行にした時には、観光バス車両などを代行バスに使用したことがある。
2005年（平成17年）4月25日に発生した福知山線（JR宝塚線）脱線事故では、阪急バスの尼崎駅（JR尼崎） - 川西能勢口駅間の路線では、通常1時間に片道1本から2本の運行のところ、他営業所の応援により増発する対応がされた。深夜帯における代行輸送は大阪駅 - 宝塚駅間の直通バスが西日本JRバス、JR東西線対応で尼崎駅 - 宝塚駅間の各駅停車バスをエリア外の神姫バス・山陽電気鉄道および神戸山陽バスが担当した。
2009年（平成21年）の台風18号によって大きな被害を受けた名松線では家城駅 - 伊勢奥津駅間が6年半もの間バス代行となっていたが、2016年（平成28年）3月26日に復旧したためバス代行を終了している。また、2010年（平成22年）7月12日からの大雨により、呉線竹原駅 - 安浦駅間と美祢線全線が被害を受けバス代行となったが、呉線は同年11月1日に復旧し美祢線も2011年（平成23年）9月26日に全線が復旧したことでバス代行は終了している。
2017年（平成29年）には、飯山市内の井出川山腹崩落の影響で避難指示が発令され、飯山線の戸狩野沢温泉駅 - 森宮野原駅間が長期の不通となった。当初は二次災害を懸念してバス代行は行わなかったが、避難指示が解除された結果、6月5日からバス代行を行うこととなった。
同年7月の平成29年7月九州北部豪雨では久大本線光岡駅 - 日田駅間の花月川に架かる鉄橋が流失し、2018年7月13日まで同区間でバス代行輸送を行った。また、日田彦山線も同時に添田駅 - 夜明駅間が不通となり、バス代行輸送を行っていたが、2023年（令和5年）8月28日に日田彦山線BRT（バス高速輸送システム（BRT））開業により、バス代行輸送は終了した。
2022年（令和4年）8月の東北北部の大雨で、青森県内・秋田県内のJR線で、土砂流入や路盤流出などの被害が出た影響でバス代行輸送を行ったが、元より平行する路線バスも運行されていたため、時間帯によっては「一般路線バス（or高速バス）を利用してください」と案内していた。

#### 阪神・淡路大震災時の事例

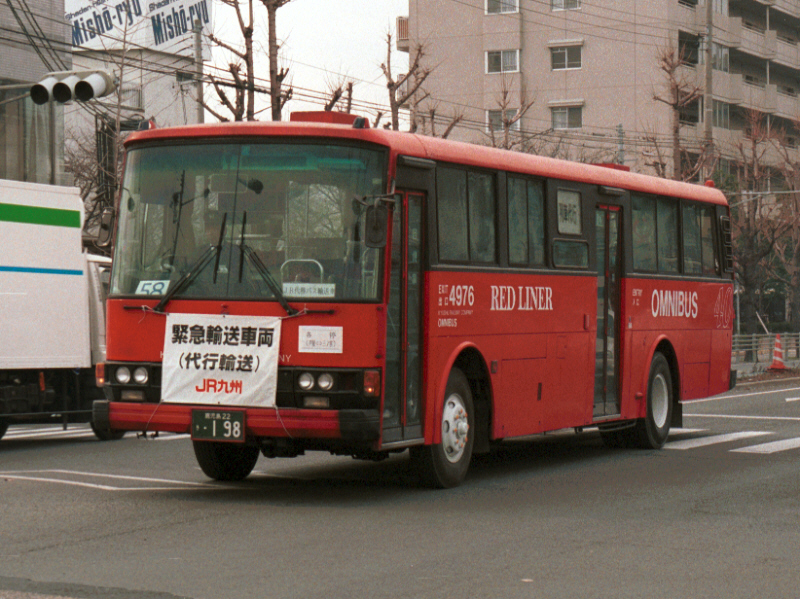
阪神・淡路大震災でJR神戸線の代行輸送にあたるJR九州バス。御影にて

大規模なバス代行輸送としては、1995年（平成7年）1月17日の兵庫県南部地震（阪神・淡路大震災）発生に伴う鉄道不通区間の鉄道代替バスの運行があげられる。震災発生当日から阪急電鉄や神戸電鉄が一部の区間で鉄道代替バスの運行を開始したが、当時阪神間の不通区間の東端であった西宮市内と神戸市内のターミナルとを結ぶ路線では、路面を含む道路設備の多くが被災した影響もあり、西日本旅客鉄道（JR西日本）、阪急電鉄、阪神電気鉄道の各社とも、震災発生から約1週間後（1月23日）の国道2号の開通を待っての運行開始とした。
阪急電鉄は阪急バスと阪急観光バスを基本にした代行輸送、阪神電気鉄道は同社の自動車部（現・阪神バス）と名古屋阪神観光バス（現・名古屋バス）を基本にした代行輸送体制を取り、JR西日本は主に西日本JRバス、九州旅客鉄道（JR九州）自動車事業部（現・JR九州バス）、神姫バスの3社を基本に、震災によって観光バス需要が枯渇したことから貸切バス会社を加えた輸送体勢であった。
西宮市内から神戸市内までは、いずれの鉄道路線でも本来15 - 20分程度、国道2号を利用したバス路線でも本来50 - 60分程度の所要時間という距離関係であるが、震災直後は停滞とも言える大渋滞が発生した 影響もあり、代替バスでは片道が軒並み3時間以上かかる状況であった。このため、各社の代替バス運行開始から数日後（1月28日）には、国道2号と国道43号の各一車線を緊急車両・代替バス専用車線とする緊急対応が取られた。JR西日本はこれを利用して芦屋駅 - 三ノ宮駅間の「直行バス」の路線を設定、あわせて山手幹線と国道2号を路線とする各駅停車便（シャトルバス）を運行し、既存の鉄道駅近くの仮設バス停留所で乗降扱いをした。いずれの会社も車内での運賃収受を行わず、停留所に配置された鉄道事業者の社員が運賃収受を行った。
また、山陽新幹線も被災し高架橋が落下するなどしたため、中国自動車道・播但連絡道路経由とする新大阪駅 - 姫路駅間の鉄道代替バスが西日本JRバスと神姫バスの2社を基本に運行されたが、中国道宝塚IC - 西宮北IC間が大渋滞となり、運行翌日からは三田駅⇔姫路間に区間変更され、新大阪駅 - 三田駅間は福知山線（JR宝塚線）を用いる代行ルートとなった。この代行期間中は西日本JRバスの車両が神姫バス三田営業所・姫路営業所に配置されていた。
鉄道復旧に伴い、バスでの輸送区間は次第に縮小され、震災による鉄道代替バスの運行は同年8月22日までにすべて終了している。
（外部リンクの『平成7年度 運輸白書』第1章第2節も参照のこと）

### 大規模工事による鉄道営業の中止
主に地上設備の改良工事で当該区間に列車を運行させることができない場合に計画的に行われる。並行する他の鉄道・バス事業者への振替輸送を併せて行うことが多い。

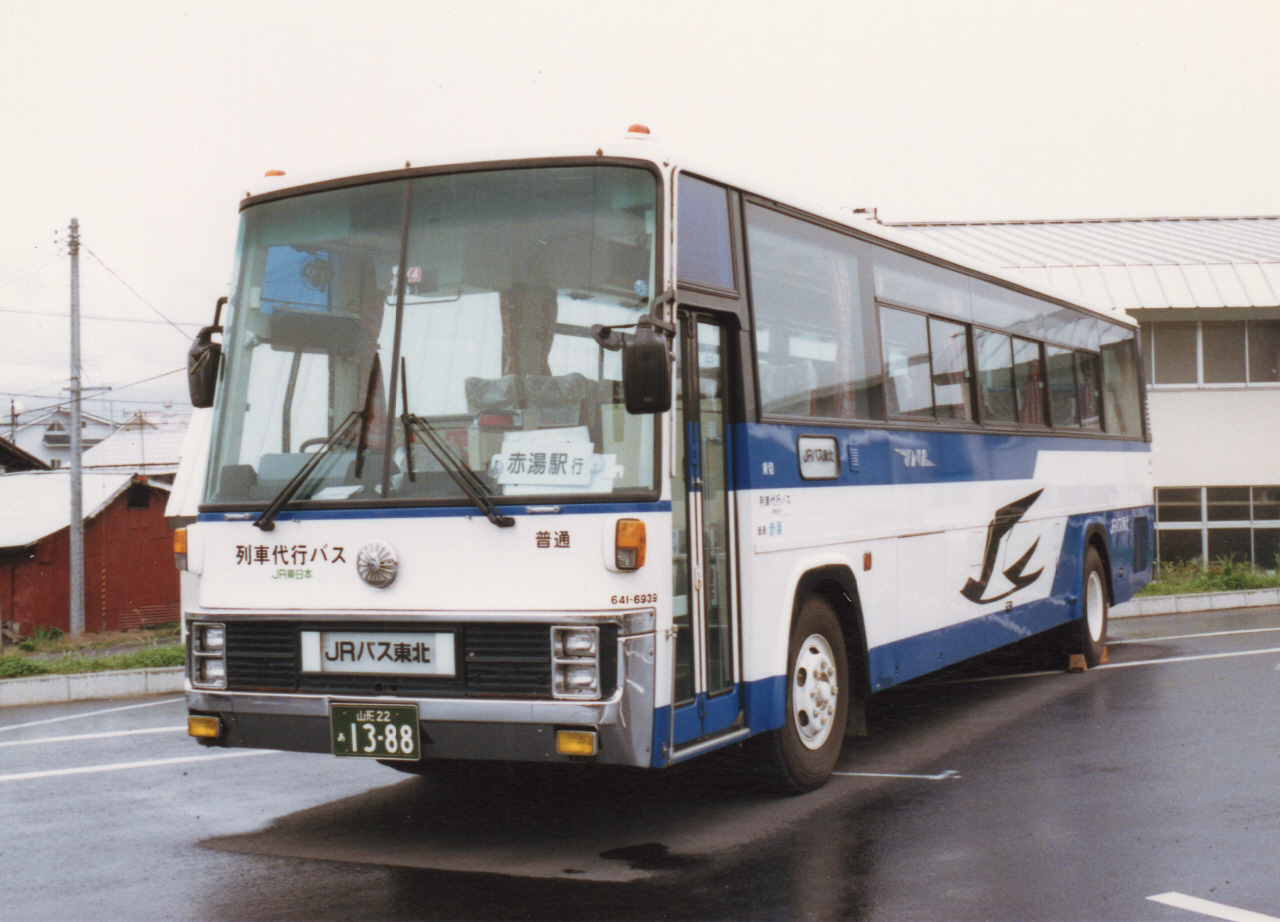
山形新幹線工事代行バス（JRバス東北）

ミニ新幹線化

東日本旅客鉄道（JR東日本）田沢湖線を東北新幹線と直通させるために標準軌に改軌する際、同線は長期にわたり運行を休止した。その際補完としてバスによる輸送を行った。この輸送は、大曲駅 - 盛岡駅間の直通便をJRバス東北が、その他区間便を秋田県側（大曲駅 - 田沢湖駅間）は羽後交通、岩手県側（田沢湖駅 - 盛岡駅間）は国際興業系列の岩手観光バス（のちに岩手県交通に合併）、および岩手県北自動車が請け負った。お盆・年末年始にはJRバス東北と秋田中央交通が秋田駅 - 盛岡駅間の直行便を運行した。
線路切り替え・改良
既存の線路を高架線や地下線などの別のルートに切り替えたり、線路の増設など配線を変更する、あるいはこれらの工事の過程で列車の運休を必要とする工事が行われる場合、当日に運休区間の前後をバスで連絡することがある。土曜・休日の深夜から早朝のように多くの利用客に影響の少ない時間帯が選ばれるが、工事の内容や規模によっては日中でも代行が行われる。一方、名古屋鉄道常滑線や南海電気鉄道高師浜線のように1年以上全面運休して、その間に高架化工事をするという事例も存在する。
駅新設・改良工事
既存の区間に新たに駅を設置する場合や、既存の駅の配線変更など、駅の工事の関係で当該駅の前後の区間でバス代行が行われることがある。
橋の架け替え
鉄道橋を架け替える場合は橋の前後の区間で列車の運行を休止して工事を行うため、当該区間でバス代行が行われることがある。
跨線道路橋の新設、架け替えも同様である。(広島高速交通広島新交通1号線（アストラムライン）工事中の落橋事故以降、橋の下の交通は原則通行止めとなった。)
リフレッシュ工事
ローカル線では日中の閑散時に列車の運行を休止して工事を行い、バス代行が行われることがある。
JR西日本広島支社の管轄する山口地区の各路線では、昼間に一部区間の列車を数時間運休させて保守工事を行うことがあり、その場合バス代行が行われる。また、山陽新幹線による振替輸送が実施される場合もある。

### 沿線行事の開催や臨時列車の運転に伴う場合
主に路面電車に多く、沿線での祭事やマラソン大会の開催に際して列車の運転が行えなくなる場合にバス代行が行われる場合がある。
臨時列車運転時に線路容量が不足したり定期列車のダイヤを流用する場合、本来運転される列車をバス代行で対応することもある。

### 利用者の減少による営業の効率化
日本国有鉄道（国鉄）士幌線において、1978年（昭和53年）から、末端部の糠平駅 - 十勝三股駅間において、鉄道営業を休止しバス輸送を行った。この例では、同区間の鉄道営業は「休止」扱いであり、廃止はされていなかった。
私鉄においても、閑散路線がバス代行になる例が多かった。私鉄の場合ラッシュ時のみ列車を運行し、その他の時間帯はバス代行とする例が見られた。該当例として、有田鉄道線（2002年廃止）、北陸鉄道能美線（1980年廃止）・金名線（1984年に休止後、1987年廃止）、北恵那鉄道線（1978年廃止）などが挙げられる。有田鉄道の最末期は、休日は列車を全便運休としバス代行便のみとした。つまり、曜日によるバス代行と言える。また、京福電気鉄道永平寺線末期の東古市駅 - 永平寺駅間（2001年休止後、2002年廃止）では、1時間間隔で運行される電車の間に、1時間間隔でのバスが運行されるというダイヤであった。東古市で接続する越前本線（現・えちぜん鉄道勝山永平寺線）が30分間隔での運行であったので、永平寺線への接続は電車とバスの両方があった。これらの例では、営業路線での代行バスという扱いであり、定期券・回数券などではバス便・列車便のいずれも乗車が可能であった。現状としては路線末期に単発的に行う傾向にあるため、2022年現在は閑散時間帯のみのバス代行路線は存在しない。

## 日本国外の例
日本国外では、フランス国鉄 (SNCF) のローカル線にバス代行便が多い。完全に休止してバス代行のみにした路線もあれば、閑散時間帯のみバス代行とする路線（走るのは優等列車のみで、普通列車はバス代行とする、など）もある。列車代行なのでユーレイルパスなどのパスで乗車することができる。